# 67 Dywizjon Artylerii Lekkiej
67 dywizjon artylerii lekkiej (67 dal) – pododdział artylerii lekkiej Wojska Polskiego II RP.
Dywizjon nie występował w pokojowej organizacji wojska. Został sformowany przez 17 pułk artylerii lekkiej z Gniezna.

## Mobilizacja
67 dywizjon artylerii lekkiej został sformowany zgodnie z planem mobilizacyjnym „W”, w dniach 24 – 27 sierpnia 1939, w mobilizacji alarmowej, w grupie jednostek oznaczonych kolorem żółtym w czasie od A+60 do A+72. Jednostką mobilizującą był 17 pułku artylerii lekkiej w Gnieźnie.
Dywizjon był jednostką artylerii odwodu Naczelnego Wodza uzbrojoną w dwanaście 75 mm armat wz. 1897. Zgodnie z planem operacyjnym „Zachód” pododdział został przydzielony Armii „Poznań”.
W kampanii wrześniowej 1939 jednostka nie wystąpiła w pełnym składzie. Dowódca armii, generał dywizji Tadeusz Kutrzeba podporządkował 67 dal bez 3 baterii dowódcy 26 Dywizji Piechoty, natomiast 3 baterię przydzielił 7 batalionowi strzelców i oba pododdziały podporządkował dowódcy 14 Dywizji Piechoty.

## 67 dal w kampanii wrześniowej

### Walki dywizjonu
O świcie 1 września 3 bateria 67 dal  znajdowała się na stanowiskach w rejonie miasta Skoki wraz z 7 batalionem strzelców, który na pozycji osłonowej 14 DP na odcinku północno-zachodnim organizował obronę linii rzeki Wełnianki. 67 dywizjon artylerii lekkiej, bez 3 baterii wieczorem 1 września został załadowany do transportów kolejowych i w nocy 1/2 września wyjechał z Gniezna do rejonu Kcyni. Po wyładowaniu się został podporządkowany dowódcy 26 DP i przegrupował się na południe od Nakła. 67 dal przez cały okres walk był w składzie dwóch baterii, gdyż 3 bateria walczyła oddzielnie. Działając na prawym skrzydle dywizji w pobliżu Noteci, 67 dal ostrzeliwał w dniach 2 września kolumny niemieckie, maszerujące północnym brzegiem Noteci na Bydgoszcz. Nocą 3/4 września 67 dal wraz z 26 DP przeszedł w rejon Władysławowo, Wąsocz. Rano 4 września 67 dal znajdował się na pozycji przejściowej obrony Armii „Poznań”. Ponownym marszem nocnym 4/5 września dywizjon zajął stanowiska ogniowe, na pozycji żnińskiej. Rano 5 września zajął stanowiska na odcinku „Łabiszyn” z zadaniem wsparcia obrony piechoty 26 DP na tym odcinku w rejonie Kołaczkowo, Drogosław, Kanał Notecki. Po południu 5 września wraz z 26 DP dywizjon wszedł w skład Armii „Pomorze”. Ponownym nocnym marszem 67 dal przegrupował się w rejon Łabiszyna. Od rana 6 września 67 dywizjon zajmował stanowiska ogniowe na odcinku Oddziału Wydzielonego w rejonie Łabiszyna, jego zadaniem była osłona wycofania się 26 DP w rejon Inowrocław, Pakość, Barcin. Po zmroku wraz z oddziałami piechoty w składzie OW 67 dal wycofał się w rejon Inowrocławia. Od 7 do 10 września dywizjon podjął marsz z Inowrocławia przez Radziejów Kujawski, Lubraniec do rejonu Przedacz, Cetta. 10 września wieczorem  67 dal został wyłączony ze składu 26 DP i podporządkowany dowódcy Poznańskiej Brygady Obrony Narodowej, której zadaniem była osłona sił głównych Armii „Poznań” i „Pomorze”. Pułkownik Stanisław Siuda zatrzymał dywizjon w swoim odwodzie wraz z improwizowanym pułkiem ON mjr. Mariana Kwiatkowskiego, którego zadaniem była obrona węzła drogowego Kłodawa, z kierunków: Przedecz, Sompolno, Koło i Dąbie. 11 września i w nocy na 12 września Brygada pozostawała bez styczności z nieprzyjacielem. 12 września „Zgrupowanie baonów ON płk. Siudy” weszło w skład Grupy Operacyjnej gen. Tokarzewskiego. Wieczorem 12 września 67 dal w składzie pułku ON mjr. Mariana Kwiatkowskiego podjął marsz w rejon Przedacz, Chodecz z zadaniem uchwycenia i utrzymania linii kolejowej w okolicach miejscowości Rybno. 13 i 14 września 67 dal wspierał pułk ON mjr. Kwiatkowskiego na pozycjach obronnych od północnego skraju Przedacza poprzez las Rogoźno po szosę Chrustowo-Chodecz. Dywizjon zajmował stanowiska w lesie na północny wschód od folwarku Muchnice. Nadal był jako odwód Zgrupowania płk. Stanisława Siudy. 15 września Poznańska Brygada ON weszła w skład GO gen. Grzmota-Skotnickiego. Tego dnia do pułku ON ppłk. dypl. Franciszka Junkera została skierowana 2 bateria 67 dal. Po południu 16 września pułk ON ppłk. dypl. Junkera wraz z 2/67 dal organizował obronę Żychlina. 17 września w godzinach porannych pułk ON ppłk. dypl. Junkera wraz z 2/67 dal zostały w walce wyparte przez oddziały niemieckie z Żychlina. Wycofały się w rejon Helenowa. 18 września pułk ON ppłk. dypl. Junkera wraz z 2 baterią osłaniał i opóźniał niemieckie natarcie z Sannik na las Brzeziny, Iłów. Tego dnia w rejonie miejscowości Brzeziny resztki wszystkich baterii 67 dal walczyły w okrążeniu z oddziałami niemieckimi, atakowane przez lotnictwo niemieckie i ostrzeliwane silnie przez artylerię niemiecką. Poległo wielu żołnierzy wśród nich ppor. Wacław Roeher z 1 baterii. Większość dostała się do niemieckiej niewoli. Nielicznym grupkom udało się dostać do Puszczy Kampinoskiej i dotrzeć w następstwie do Warszawy lub Modlina.    

### Walki 3 baterii
2 września w rejonie miasta Skoki wraz z 7 batalionem strzelców została podporządkowana dowództwu Podolskiej Brygady Kawalerii, która przejęła odcinek i zadania osłony Poznania od 14 DP. Wieczorem 3 września bateria wraz 7 bs przeszła w podporzadkowanie 26 DP i wykonała nocny marsz w rejon folwarku Paryż, Juncewo, Janowiec. Rano 4 września 3/67 dal znajdowała się na pozycji przejściowej obrony Armii „Poznań”. Ponownym marszem nocnym 4/5 września bateria zajęła stanowiska ogniowe, na pozycji żnińskiej. Rano 5 września zajęła stanowiska na odcinku „Parlin” z zadaniem wsparcia obrony 7 bs i 43 kompanii kolarzy ze składu 26 DP pomiędzy jeziorami Wiecanowskim i Chomiąskim oraz dozorowania odcinka Wieniec-Suchorzewo. Na tej pozycji pozostawała również 6 września. 7 września 3/67 dal wykonała 45 kilometrowy marsz z 7 bs do Teodorowa pod Sompolnem. Wieczorem 7 września 3 bateria wraz 7 bs ponownie weszła w skład Podolskiej BK. W nocy 7/8 września wraz z 7 bs przegrupowała się do lasu Ladorudź na północ od Dąbia. 8 września gen. Kutrzeba włączył 7 bs z 3/67 dal w skład nowo utworzonej Grupy Operacyjnej Kawalerii gen. Grzmota-Skotnickiego, której zadaniem było natarcie 9 września na Wartkowice – Parzęczew, w celu wyjścia na tyły przeciwnika związanego natarciem 25 DP. Przed świtem 9 września oba pododdziały przemaszerowały do rejonu leśniczówka Ladorudz – Ladorudzek. Tego samego dnia około godz. 22.00, działając z rozkazu dowódcy grupy, gen. bryg. Grzmota-Skotnickiego 7 bs majora Józefa Szula zajął bez walki las Rożniatów, około 4 km na południe od Dąbia. 10 września ok. godz.16.00 3/67 dal i 7 bs dotarły z Rożniatowa do Wartkowic, a następnie zluzowały szwadron 4/14 pułku ułanów na pozycjach obronnych w rejonie skrzyżowania w Gostkowie. 11 września ok. godz.7.00 major Szul otrzymał rozkaz natychmiastowego marszu na Parzęczew. Dowódca batalionu pozostawił w dworze Gostków 2 kompanię strzelecką w celu opóźniania przeciwnika, a z resztą batalionu udał się w kierunku Parzęczewa. Po odejściu batalionu 2 kompania strzelecka została zaatakowana przez niemiecki 360 pp z 221 DP. 2 kompania ppor. Kazimierza Kozioła broniła się we dworze Gostków, a następnie wycofała przez Białą Górę w kierunku Wierzbówki. Niemcy w sile jednego batalionu zajęli Białą Górę. Dowódca grupy powiadomiony o tej walce przez majora Szula polecił mu zawrócić i odeprzeć nieprzyjaciela na Wartkowice lub opóźnić jego napór na Parzęczew i Łęczycę. Po rozpoznaniu, że niemiecki batalion zamierza wykonać natarcie w rejon Wierzbówki, mjr Józef Szul 12 września o godz. 8.00 przy silnym wsparciu 3/67 dal wykonał uprzedzające natarcie na Białą Górę. Zaskoczony niemiecki 375 pp częściowo się rozproszył i wycofał się z dużymi stratami. Strzelcy 7 batalionu zajęli z Białą Górę, ponieśli jednak również wysokie straty. Późnym popołudniem przy wsparciu 3 baterii 7 bs wykonał natarcie na wzg.119,7, jednak osłabiony porannym szturmem batalion, nie przełamał obrony niemieckiej i natarcie załamało się. Wieczorem 7 bs z 3/67 dal przemaszerował przez Sierpów, Łęczycę, Topolę Królewską i dotarły o świcie 13 września do m. Chrząstówek.  
14 września bateria 3/67 dal i 7 bs wyszły z podporządkowania Podolskiej BK i zostały bezpośrednio podporządkowane dowódcy GO gen. Stanisławowi Grzmot-Skotnickiemu, który przegrupował je na linię Ktery-Kutno, gdzie do godz. 19.00 prowadziły działania opóźniające. W nocy 15/16 września 7 bs z 3/67 dal został przegrupowany do obrony linii rzeki Ochni w rejonie wsi Kaszewy Kościelne. W nocy 16/17 września siły główne GO przegrupowały się do rejonu Luszyn, Model, gdzie dotarły ok. 9.00 17 września. W trakcie marszu były wielokrotnie bombardowane przez lotnictwo niemieckie i ostrzeliwane przez artylerię. 17 września w godzinach popołudniowych na oddziały grupy gen. Grzmota-Skotnickiego w rejonie Luszyn, Model wyszło niemieckie natarcie. Po walkach obronnych ok. godz.18.00 rozpoczęto odwrót poprzez Lubików, Osmolin, Byki, Wszeliwy, Kaptury, Brzozów Stary. Bateria 3/67 dywizjonu wycofywała się w kolumnie głównej grupy. 18 września o świcie GO gen. bryg. Stanisława Grzmota-Skotnickiego dotarła wraz z 3 baterią dotarło do rejonu Brzozów, Zalesie i znalazła się w okrążeniu w rejonie Bud Iłowskich, tam po południu 18 września uległy rozproszeniu i rozbiciu w ogniu artylerii niemieckiej.

## Organizacja wojenna i obsada personalna dywizjonu
Dowództwo
- dowódca dywizjonu – kpt. Stefan Koźniewski
- adiutant – ppor. rez. Kazimierz Łukowiak[b]
- oficer zwiadowczy – ppor. rez. Antoni Mikołaj Świnarski, ppor. rez. Józef Piotr Mykowski[17]
- podoficer zwiadowczy – kpr. pchor. rez. Alojzy Piotrowski[18]
- oficer obserwacyjny – ppor. Włodzimierz Gniłka[19]
- oficer łączności – por. rez. inż. Antoni Linke[c]
- oficer łącznikowy do piechoty – ppor. rez. mgr Józef Gutowski[d]
- oficer gospodarczy – ppor. rez. Maks Antoni Ortmann[e]
- oficer żywnościowy – ppor. rez. Amandus Józef Fengler[f]
- lekarz – ppor. rez. lek. Jan Masełkowski
- szef kancelarii – st. ogn. Franciszek Woźniak

1 bateria
- dowódca baterii – por. Józef Owczarek[g]
- oficer zwiadowczy – ppor. rez. Wacław Roehr[h]
- oficer ogniowy – ppor. Stanisław Kościelak
- dowódca I plutonu – ppor. rez. Wincenty Jałoszyński
- dowódca II plutonu – ppor. rez. Wiesław Kurowski
- szef baterii – plut. Wiktor Jankowski

2 bateria
- dowódca baterii – por. Zbigniew Frej
- oficer zwiadowczy – ppor. rez. mgr Antoni Wargoś
- oficer ogniowy – por. rez. Witold Alfons Misterek[i]
- dowódca I plutonu – ppor. rez. Janusz Szczęsny Świniarski
- dowódca II plutonu – ppor. rez. Stefan Napierała
- szef baterii – st. ogn. Jan Górny

3 bateria
- dowódca baterii – por. Jan Szantyr
- oficer zwiadowczy - ppor. Jerzy Kuczewski
- oficer ogniowy – por. rez. Zbigniew Antoni Piński
- dowódca I plutonu – ppor. rez. Bogdan Tułodziecki
- dowódca II plutonu - ppor. rez. Tadeusz Trauczyński
- szef baterii – ogn. Antoni Walczak

kolumna amunicyjna
- dowódca kolumny – por. rez. Franciszek Pawuła[j]

Zobacz szczegółową organizację wojenną dywizjonu artylerii lekkiej w Organizacja wojenna pułku artylerii lekkiej w 1939.